# Pediasia strenua
Pediasia strenua là một loài bướm đêm trong họ Crambidae.